# الصوامع (ولاية تيزي وزو)
الصوامع إحدى بلديات دائرة مقلع التابعة لولاية تيزي وزو.و التي تعرف باسم ايت بو شعايب.

## الموقع الجغرافي
تحتل الصوامع مساحة تقدر بـ39,9625 كيلومتر مربع والتي يشغلها ما يقارب 646 12 ساكن. حيث قدرت كثافتها السكانية بـ316 نسمة/كم2.
تقع الصوامع أقصى شرق دائرة مقلع حيث يحدها كل من بلدية عزازقة شمالا وشرقا وايفيغاء شرقا وايت يحيى جنوبا وايت خليلي غربا.

## القرى التابعة لبلدية الصوامع
- ايت زلال
- ايت سحنون
- ايت سيدي عمر
- اغالن
- اقر نيدميمن
- اوماذن
- بلغزلي
- بوعتبة
- تاجالت
- الصوامع

## مواضيع ذات صلة
- بلديات ولاية تيزي وزو
- دوائر ولاية تيزي وزو